# Baarhuis (Blauwhuis)
Het baarhuis in de Nederlandse plaats Blauwhuis is een rijksmonument.

## Beschrijving
Tussen 1867 en 1871 werd naar een ontwerp van architect Pierre Cuypers de Sint-Vituskerk met bijbehorende gebouwen gebouwd. In deze periode werd ook het baarhuis aan de westzijde van de begraafplaats opgericht.  Het is in ambachtelijk-traditionele stijl ontworpen, met enige verwijzing naar de Neogotiek.
Het is een houten gebouw met een rechthoekige plattegrond, gedekt door een zadeldak, waarvan de oorspronkelijke dakpannen inmiddels verdwenen zijn. Langs de top van de gevel zijn eenvoudige windveren met bewerkte makelaars aangebracht. Het gebouw rust op houten zuiltjes op gemetselde poertjes. In de vlakken tussen deze zuilen zitten gotische spitsboogvensters met ventilatieroosters.
Het gebouwtje werd in 2002 in het Rijksmonumentenregister opgenomen omdat van algemeen cultuurhistorisch belang wordt beschouwd onder andere vanwege de esthetische kwaliteit van het eenvoudige ontwerp en vanwege de hoge mate van zeldzaamheid op in elk geval provinciaal niveau. Het wordt beschouwd als essentieel onderdeel van een groter geheel dat cultuurhistorisch en architectuurhistorisch van nationaal belang is.